# Казуши Кимура
Казуши Кимура (јап. 木村 和司; 19. јул 1958) јапански је фудбалер.

## Каријера
Током каријере је играо за Јокохама Маринос.

## Репрезентација
За репрезентацију Јапана дебитовао је 1979. године. За тај тим је одиграо 54 утакмице и постигао 26 голова.

## Статистика
| Јапан  | Јапан   | Јапан  |
| Година | Наступи | Голови |
| ------ | ------- | ------ |
| 1979.  | 3       | 0      |
| 1980.  | 9       | 4      |
| 1981.  | 1       | 0      |
| 1982.  | 8       | 1      |
| 1983.  | 10      | 8      |
| 1984.  | 7       | 4      |
| 1985.  | 10      | 7      |
| 1986.  | 6       | 2      |
| Укупно | 54      | 26     |